# 巴列聖何塞

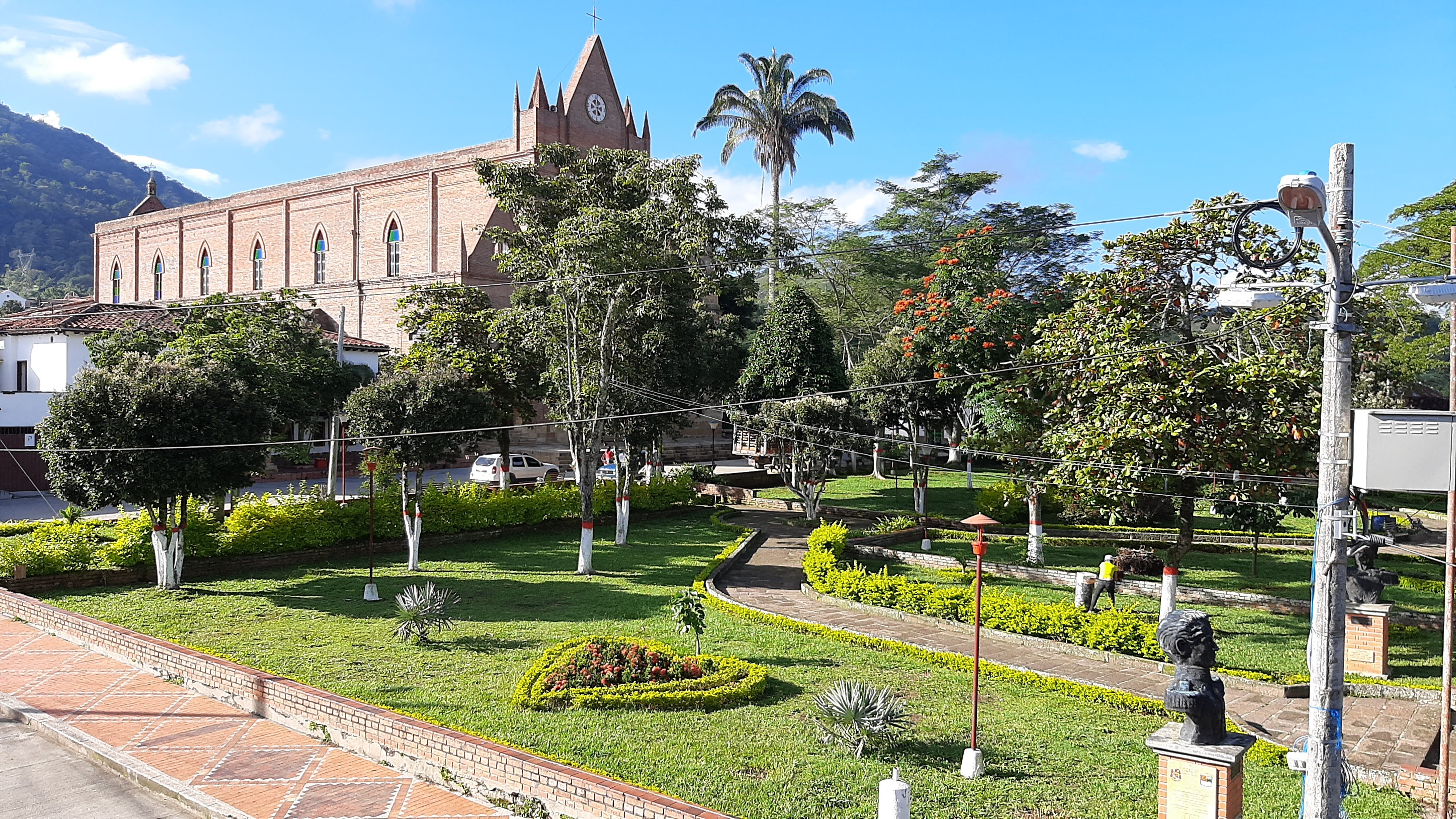
巴列聖何塞照片（摄于2020年）

巴列聖何塞（西班牙語：Valle de San José）是哥倫比亞的城鎮，位於該國東北部，由桑坦德省負責管轄，距離首府布卡拉曼加124公里，始建於1724年2月28日，面積250平方公里，海拔高度1,465米，2005年人口5,082。
6°26′51″N 73°08′37″W / 6.4475°N 73.1436°W